# 光陽工業
光陽工業股份有限公司，是台灣一家機車製造公司，1963年成立、1964年開業，主要產品為機車，初期技術主要來自於日本本田技研，當時與本田簽署有技術合作合約。在光陽與本田技術合作18年後，本田投資光陽22.5%股權，光陽成為本田在海外的技術合作合資廠。2003年，光陽與本田雙方終止技術合作關係，並由光陽原始股東與光陽員工認股將本田持有之光陽股份全數購回。自此，光陽成為一家獨立自主的品牌企業。
C200是光陽與本田在合作期間首部以「光陽機車」品牌上市的機種，而在1990年至2008年所生產的豪邁125（三陽迪爵125雙生車）則是光陽首部銷售量超越一百萬輛的機車。

## 企業歷史

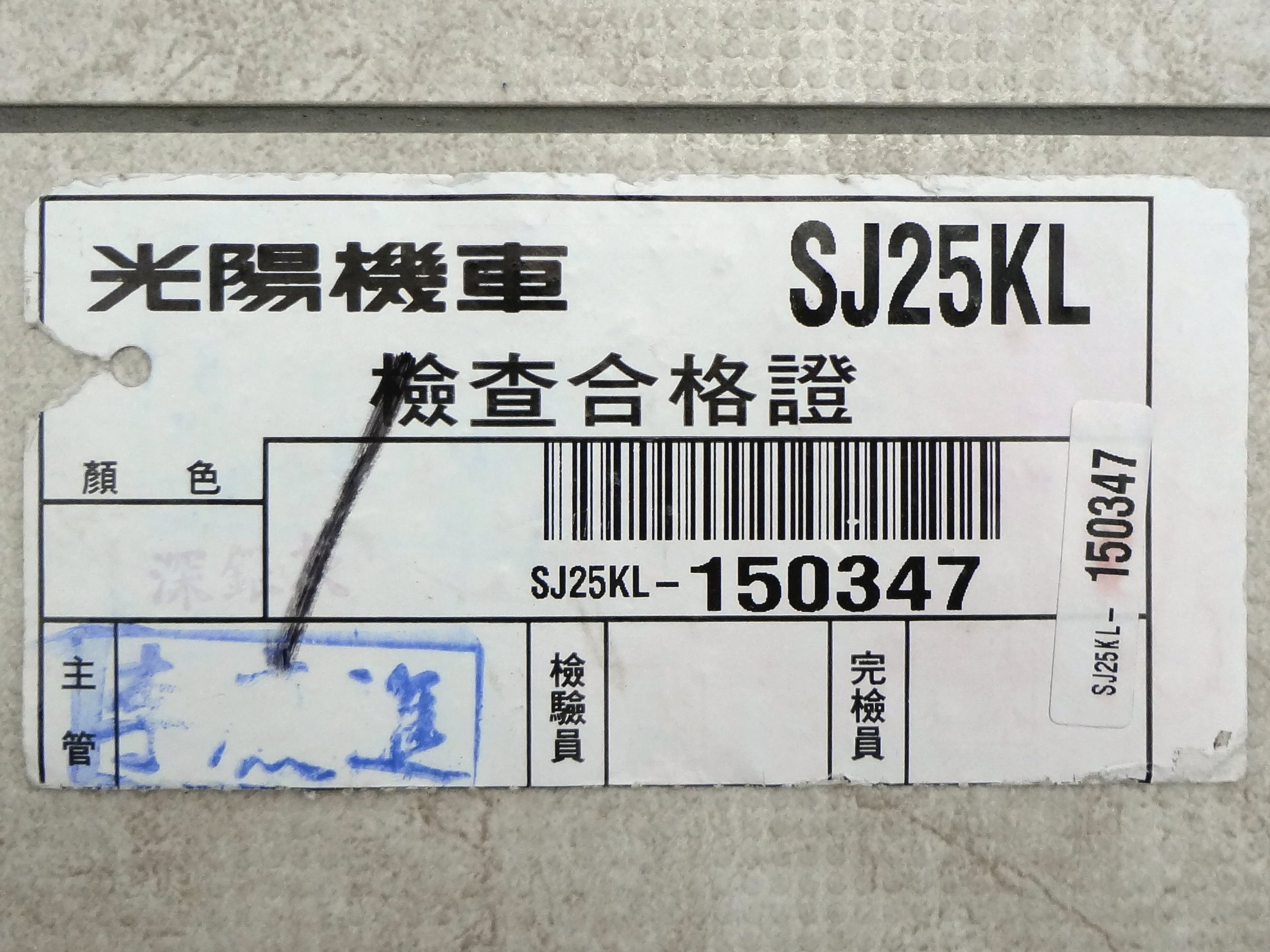
光陽機車SJ25KL檢查合格證

光陽在與本田技術合作33年之後，全球機車市場逐漸成長。光陽基於企業永續發展之理念，於1992年自創KYMCO品牌，以本田GY6引擎為基礎，自主研發之機種行銷全球。2003年，在光陽與本田雙方合意之下，終止技術合作關係，並由光陽原始股東與提供光陽員工認股將本田持有之光陽股份全數購回。自此，光陽成為一家100%獨立自主的全球品牌企業。
光陽集團總部位於台灣南部的高雄市三民區灣興街，主要廠區包含管理大樓、研發大樓、第一廠區、第二廠區、民族廠區、物流中心；高雄總部外另設有有路竹廠區及旗山測試跑道場，總面積為188,300平方公尺。
光陽集團的生產與銷路據點遍佈全球。在美國設有光陽美國公司與光陽醫療照護公司。在歐洲設有光陽盧森堡公司與光陽醫保英國公司。在亞洲設有光陽菲律賓公司與光陽越南公司。光陽在大陸設有常州摩托、光星精機與川崎光陽。同時，光陽也提供生產技術給馬來西亞、哥倫比亞、伊朗及阿根廷的技術合作夥伴，並在全球 97個國家設有銷售據點，包含了美洲22個國家、歐洲33個國家、亞洲27個國家、非洲12個國家、與大洋洲3個國家。
光陽的技術核心在於車架結構、引擎與傳動系統、電機電控、車體外殼，因此，光陽的系列產品皆是基於這個技術核心進行發展，包含有街跑車、速克達、電動速克達、沙灘車及多用途運載車、發電機及電動代步車。
光陽是台灣機車廠第一家獲得國家品質獎的機車廠，於1996年獲頒第七屆國家品質獎；於2004年獲頒產業科技發展獎的卓越成就獎；於2006年獲頒日本JIPM協會頒發ＴＰＭ特別賞；並於2007年獲頒國際價值委員會的『2007亞太電子化成就獎』。
光陽自1978年成立研究開發中心以來，到目前為止，光陽的研發人員已超過500人，歷年的研發投資經費也達營業額7%以上。
光陽自2000年起，與日本川崎重工業、美國Arctic cat、德國BMW及道依茨等維持長年的合作關係。光陽與這些全球知名品牌的共同開發與代工業務合作，為光陽自有品牌的發展帶來了許多正面的效益。

### 公司里程
- 1963年2月5日 光陽工業股份有限公司正式成立，資本額新台幣1000萬元。
- 1964年6月1日 正式營業，訂為開業紀念日。
- 1967年12月，管理大樓落成啟用。
- 1970年3月，第一工廠擴建落成啟用。
- 1977年4月，第二工廠擴建落成啟用。
- 1979年8月，蔣經國總統至光陽參觀。
- 1983年8月，生產量累計突破100萬輛。
- 1987年1月，第一台水冷速克達〝名流150〞上市。
- 1988年9月，生產量累計突破200萬輛。
- 1991年1月，全國第一座機車綜合測試場落成啟用。
- 1992年，推出自有品牌KYMCO。生產量累計突破300萬輛。
- 1993年，中國湖南光南摩托車公司(合資廠)成立，機車外銷至中國大陸。
- 1994年6月，生產量累計突破400萬輛。
- 1995年3月，成立中國常州光星精機有限公司。同年5月，在台灣的第一工廠E.D電著塗裝設備落成啟用。8月，李登輝總統蒞臨光陽〝少年惜青春〞公益演唱會中致詞。12月，在印尼的〝光陽力寶摩托車公司〞(合資廠)成立。
- 1995年2月，〝豪邁125〞生產量累計超過100萬輛。
- 1998年4月，生產量累計突破600萬輛。
- 1999年3月，新建研發大樓落成啟用。
- 1995年，在中國成立西藏珠峰光陽動力機械有限公司。
- 2001年3月，常州光陽摩托車有限公司取得ISO 9000認証。12月，第一台V型雙缸引擎車輛『Venox 250』開發成功正式外銷。
- 2002年1月，150 C.C. ATV沙灘車(M’Xer)開發成功正式外銷。
- 2003年發表國產第一台大型重型機車『XCITING 500』。1月，取得KAWASAKI 台灣地區重車獨家代理權。3月18日，光陽與伊朗SPMC車廠簽署技術生產及銷售授權合約。4月，電動代步車「安你騎」開發成功，正式上市並外銷。12月3日 陳水扁總統蒞臨光陽工業參觀並試乘『XCITING 500』，並親題『世界的光陽，台灣的驕傲』 。
- 2004年4月5日，光陽醫療代步車獲行政院衛生署醫療器材許可證證書。
- 2005年1月4日，越南華林光陽摩托有限公司(合資廠)成立。
- 2007年10月，發表國產第一台550CC以上大型重型機車『MYROAD 700i』，使用與工研院合作之並列雙缸水冷引擎。 為在台上市中第一款採用多缸引擎之國產速克達。
- 2007年1月25日光陽摩托(江蘇)銷售有限公司成立
- 2007年7月1日光陽美國銷售公司成立
- 2007年8月3日取得行政院衛生署醫療器材優良製造證明書(路竹廠)
- 2007年8月28日獲頒國際價值委員會『2007亞太電子化成就獎』
- 2007年12月14日光陽盧森堡公司成立
- 2008年1月1日光陽美國公司(名稱變更)
- 2008年1月10日光陽菲律賓公司成立
- 2008年1月18日光陽英國公司成立
- 2009年4月16日〝豪邁奔騰G5 125/150、戰鷹125/150〞榮獲經濟部第十七屆台灣精品獎銀質獎
- 2009年8月2日常州川崎光陽發動機有限公司成立
- 2010年3月15日取得『機車、全域型沙灘車、小型汽油發動機、引擎單體之設計生產及銷售』之ISO 14001：2004年版驗證
- 2011年7月26日榮獲經濟部台灣百大品牌獎
- 2012年12月20日通過 溫室氣體盤查第三者查證聲明 驗證
- 2014年6月1日 集團新任命董事長為柯勝峯，總經理為柯俊斌[1]
- 2015年1月19日取得 財政部關稅總局 安全認證優質企業 驗證
- 2015年4月22日〝刺激400 Xciting 400〞榮獲經濟部第二十三屆台灣精品獎銀質獎
- 2015年4月22日〝戰鷹180 Racing King 180、綠動 Queen〞榮獲經濟部第二十三屆台灣精品獎
- 2015年9月18日CK&K生產線舉行生產第100萬台下線典禮
- 2015年5月27日光陽日本公司成立
- 2016年3月24日 假第43屆東京摩托車展前夕於東京舉辦全球記者會發表五十週年旗艦大型速克達(Maxi Scooter)概念車K50 concept
- 2016年6月14日 於台北廠慶記者會「KYMCO Motor Show」將K50 Concept定名為AK 550並宣告正式量產
- 2016年10月4日 KYMCO AK550量產式樣車正式於德國科隆車展亮相
- 2016年11月8日 KYMCO於EICMA義大利米蘭車展前夕舉辦全球記者會,假米蘭市區達文西科技博物館發表Noodoe車聯網科技並宣告首次搭載在AK550上
- 2017年1月4日 KYMCO將Noodoe車聯網科技推向全球最大的消費電子展CES，是台灣機車業者首次參加CES展的代表
- 2017年3月22日 KYMCO Noodoe陸續在KYMCO外銷國家進行發表，由台灣研發機車車聯網科技正式向全球展開推廣
- 2017年6月6日 AK550正式量產交車
- 2017年9月1日 假日本“Motegi”賽道舉辦AK550媒體試乘會同步發表C series雙概念車設計草圖並預告將有Project Nex電動車解決方案準備問世
- 2017年11月7日 Ｃ Series雙概念車於米蘭車展展前記者會盛大發表
- 2018年3月22日 KYMCO 於東京摩托車展展前舉辦全球記者會並發布“Ionex車能網”電動機車解決方案KYMCO「Ionex車能網」將於東京摩托車展全球首發 （页面存档备份，存于） [2]。
- 2019年6月5日 KYMCO於台北101水舞懭場舉辦Ionex 2.0全面啟動 換電服務全民免費體驗，提供消費者充換電服務，並發表i-One X概念電動車。
- 2021年3月18日 KYMCO於台北流行音樂中心舉辦Ionex 3.0「全面超越」發表會，發表4款全新車款，分別為訴求〝3C科技時 尚出行〞的i-One，〝全能座駕 都會移動〞的S6，〝運動街跑 疾速奔馳〞的S7及〝城市鋼砲 極致性能〞的S7R。

### 認證及獲獎
- 1978年6月，中華民國經濟部評定為甲級品管機車製造廠。
- 1994年，光陽台灣廠通過ISO 9001 國際品質認證。5月，獲高雄市暨全國勞資關係特別優良事業單位。
- 1995年1月，〝勁-150〞獲經濟部第三屆臺灣精品獎。
- 1996年10月，獲第七屆國家品質獎。
- 2002年 獲頒日本 TPM 優秀賞
- 2003年，ISO 9001（2000年版）驗證通過，ISO 13485 驗證通過。獲第四屆全國標準化獎。5月，獲高雄市暨全國勞資關係特別優良事業單位。
- 2004年，ISO 14001 1996年版 驗證通過
- 2004年，取得行政院衛生署醫療器材許可證
- 2004年，獲產業科技發展—卓越成就獎
- 2006年2月16日，獲頒日本設備維護協會(JIPM)『TPM特別賞』。
- 2006年，獲頒經濟部標準檢驗局『電子化成就獎』
- 2007年，獲頒國際價值委員會『2007亞太電子化成就獎』
- 2009年，獲台灣精品大獎
- 2009年4月16日〝奔騰G5 125/150、雷霆125/150〞榮獲經濟部第十七屆台灣精品獎銀質獎
- 2011年 7月26日榮獲經濟部台灣百大品牌獎
- 2012年12月 20日通過溫室氣體盤查第三者查證聲明驗證
- 2015年1月 19日取得 財政部關稅總局安全認證優質企業驗證
- 2015年4月22日〝刺激400 Xciting 400〞榮獲經濟部第二十三屆台灣精品獎銀質獎
- 2015年4月22日〝雷霆王180 Racing King 180、綠動 Queen〞榮獲經濟部第二十三屆台灣精品獎

## 銷售量
- 2014年 光陽KYMCO機車2014年市佔率奪冠　銷售冠軍16連勝(2000年~2015年)
- 2014年 台灣全國機車品牌銷售量--光陽公司以28萬3604台蟬連冠軍，市佔率達42.5%
- 2015年 光陽KYMCO機車2015年市佔率奪冠　銷售冠軍16連勝(2000年~2015年)
- 2015年 台灣全國機車品牌銷售量 光陽公司以28萬4,841台蟬連冠軍，市佔率達40.2%

## 產品

### 檔車
1. PC50/良伴PF50
2. 勝利者125
3. 鐵人125
4. 王牌135/135RS/135SS
5. 野火125
6. 新爽100
7. NSR 150
8. 豪爽125/135/150
9. 勁 Zing 150（外銷版為Zing I/II 125cc）
10. 勁爆 Hipster 150
11. 鐵漢150
12. 金勇 Grand King 125（日语：ホンダ・CG125）/150 （另有四槍後避震版本的『勁多利』）
13. 勁多利 150
14. A.I.R 150
15. KTR 125/150（外銷版為KCR）
16. 酷龍 Quannon 150（英语：kymco Quannon）（仿賽版/NK版）
17. Venox 250/260（V型雙缸DOHC水冷引擎）
18. 搜索者150
19. Krider 400

### 全地形車
1. UXV500
2. MAXXER50/90/300/400
3. Mongoose50/90/250
4. Mxer150
5. MXU150/250/300/500/700

| 1. 尊貴大型：650W 2. 豪華大型：650W 3. 尊貴中型（經濟版）：430W 4. 超值中型（經濟版）：430W 5. 經濟小型：250W 6. 電動輪椅：200W×2 |

### 電動機車

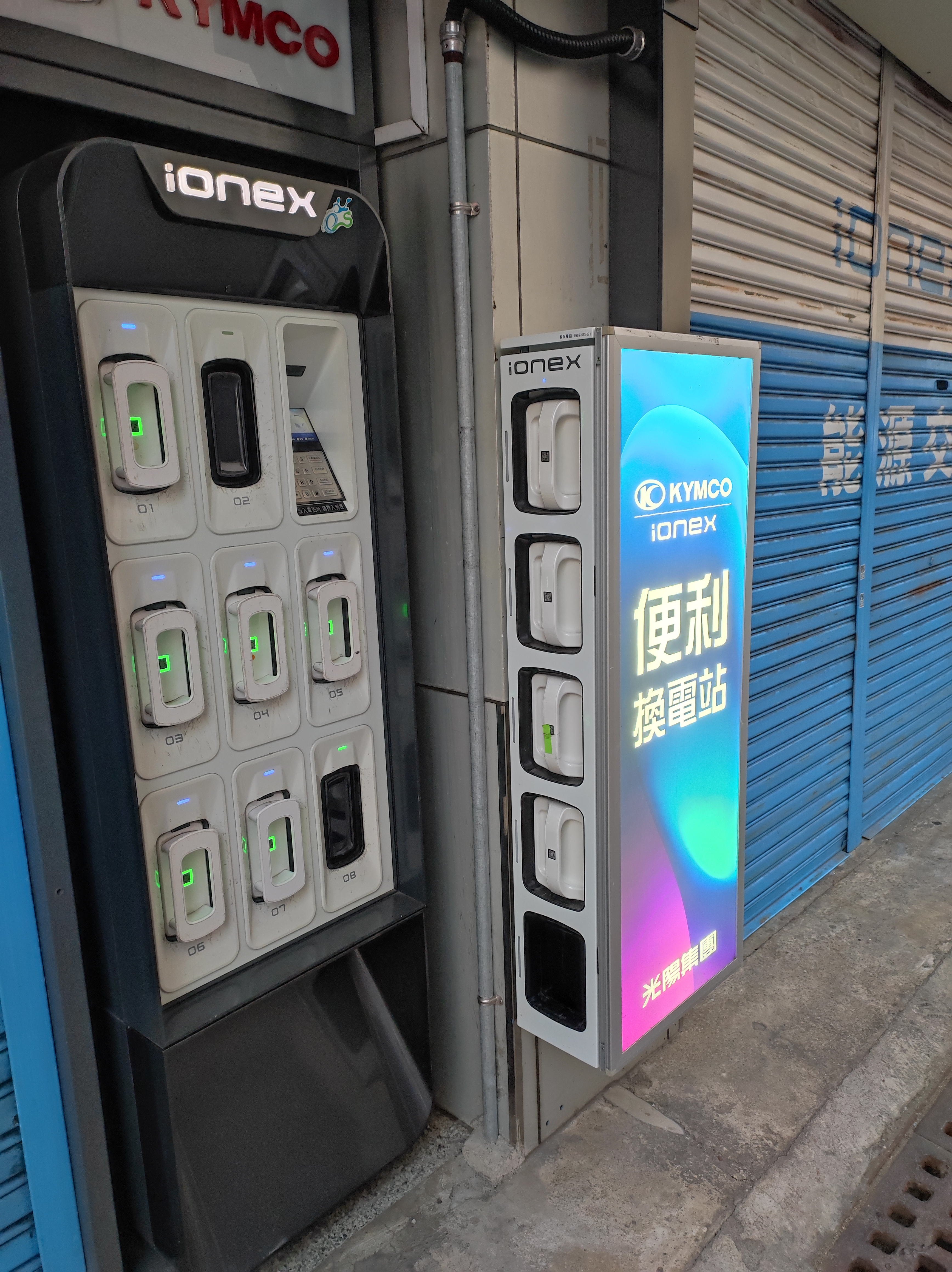
IONEX換電站（側面）

| 電動機車    | 電動機車            | 電動機車         | 電動機車                       | 電動機車 | 電動機車 |
| 車款        | 版本                | 分類             | 機種代號                       | 功率     | 備註 |
| ----------- | ------------------- | ---------------- | ------------------------------ | -------- | --- |
| Sunboy      | 小型輕型電動機車    | 小型輕型電動機車 | EA10BB                         | 1050W    | 續航40公里（市區），可攜式電池，可利用110V家用插座充電。極速45km/h。 |
| Sunboy      | 鉛酸電池            | 電動自行車       | EA10BC                         | 350W     | 續航38公里（市區），可攜式電池，可利用110V家用插座充電，免駕照，新制需要掛牌（微型電動二輪車），極速25km/h（政府法規限制）。 |
| Sunboy      | 鋰電電池            | 電動自行車       | EA10BD                         | 350W     | 續航40公里（市區），可攜式電池，可利用110V家用插座充電，免駕照，新制需要掛牌（微型電動二輪車），極速25km/h（政府法規限制）。 |
| 舞風Mint    | 0.8 EV              | 電動自行車       | EA10GA                         | 350W     | 48V/22Ah抽取式鉛酸電池，續航力50km，極速25km/h（政府法規限制），家用AC110V充電，免駕照，新制需要掛牌（微型電動二輪車）。 |
| 舞風Mint    | EV鋰電版            | 電動自行車       | EA10GB                         | 350W     | 48V/24Ah鋰電池，極速25km/h（政府法規限制），家用AC110V充電，免駕照，新制需要掛牌（微型電動二輪車）。 |
| Cozy        | 標準版              | 電動自行車       | EE10AA                         | 350W     | 48V/15Ah抽取式鋰電池，48V/2.4Ah子電池（備援電池，主電池沒電時，可提供車輛動力；另有USB輸出，USB供電模式容量為18,300mAh），續航力60km，極速25km/h（政府法規限制），免駕照，新制需要掛牌（微型電動二輪車）。 |

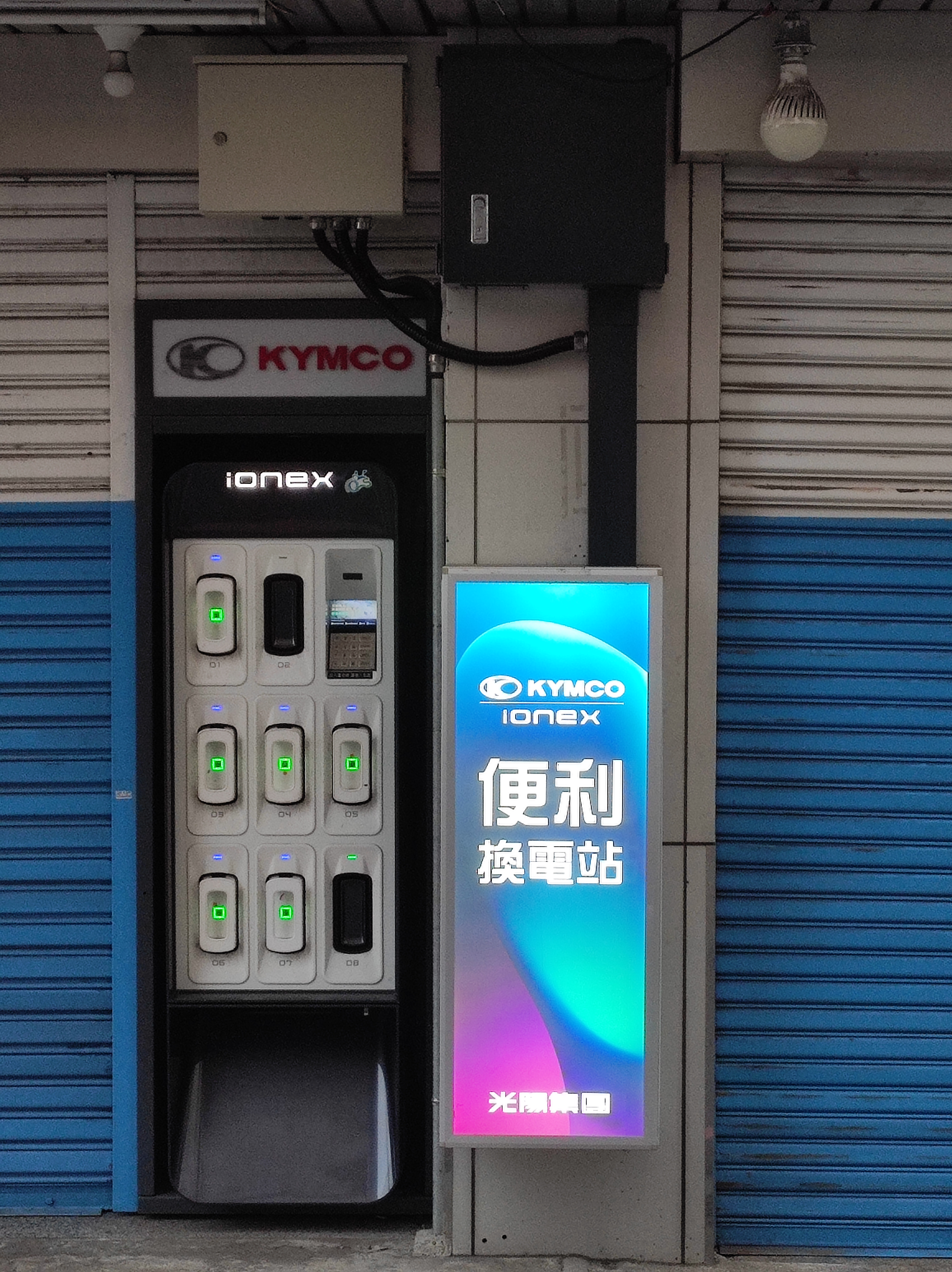
IONEX換電站（正面）

| Cozy        | PLUS 精裝版         | 電動自行車       | EE10AB                         | 350W     | 48V/24Ah抽取式鋰電池，48V/2.4Ah子電池（備援電池，主電池沒電時，可提供車輛動力；另有USB輸出，USB供電模式容量為18,300mAh），續航力100km，極速25km/h（政府法規限制），免駕照，新制需要掛牌（微型電動二輪車）。 |
| Cozy        | Noodoe車聯網版      | 電動自行車       | EE10AC                         | 350W     | 48V/24Ah抽取式鋰電池，48V/2.4Ah子電池（備援電池，主電池沒電時，可提供車輛動力；另有USB輸出，USB供電模式容量為18,300mAh），續航力100km，極速25km/h（政府法規限制），Noodoe導航儀表，免駕照，新制需要掛牌（微型電動二輪車）。 |
| Candy       | 2.0 EV              | 輕型電動機車     | EA10FC                         | 2.1kW    | 50V/20Ah鋰電池，續航力40km↑（定速30km/h，載重75kg），極速50km/h↑，USB充電插座，家用AC110V充電，須掛牌（綠底白字）和駕照。 |
| Candy       | 3.0 EV              | 輕型電動機車     | EA10RA                         | 3.0kW    | 50V/25Ah鋰電池，續航力50km↑（定速30km/h，載重75kg），極速59km/h↑，家用AC110V充電，須掛牌（綠底白字）和駕照。 |
| Queen       | 3.0 EV              | 輕型電動機車     | EA10EA                         | 3.2kW    | 50V/20Ah鋰電池，續航力65km（定速30km/h，載重75kg），極速65km/h，USB充電插座，12V車充插座，家用AC110V充電（台灣第一台內建充電器及捲線盤），倒車功能（Reversing），須掛牌（綠底白字）和駕照。 |
| Queen       | 3.0 EV 商用版       | 輕型電動機車     |                                | 3.2kW    | 1人乘，商用版。50V/20Ah鋰電池，續航力65km（定速30km/h，載重75kg），極速65km/h，USB充電插座，12V車充插座，家用AC110V充電（台灣第一台內建充電器及捲線盤），倒車功能（Reversing），須掛牌（綠底白字）和駕照。 |
| New Many    | 110 EV Noodoe導航版 | 輕型電動機車     | EA10UA                         | 3.2kW    | 50V/13Ah抽取式鋰電池（租用，電動翻轉式電池匣，單顆可驅動車輛，可選擇使用1或2顆Ionex抽取式電池），內建核心電池為50V/10.5Ah鋰電池（Ionex電池取出充電時，仍可提供車輛動力），續航力60km（1 Ionex+1核心電源，定速30km/h，載重75kg），極速61km/h，爬坡度19度，ECO/Power動力模式，USB充電插座，倒車功能（Reversing），Noodoe導航儀表。 |
| New Many    | 110 EV 都會版       | 輕型電動機車     | EA10UB                         | 3.2kW    | 50V/13Ah抽取式鋰電池（租用，電動翻轉式電池匣，單顆可驅動車輛，可選擇使用1或2顆Ionex抽取式電池），內建核心電池為50V/10.5Ah鋰電池（Ionex電池取出充電時，仍可提供車輛動力），續航力60km（1 Ionex+1核心電源，定速30km/h，載重75kg），極速61km/h，爬坡度19度，ECO/Power動力模式，USB充電插座，倒車功能（Reversing）。                 |
| New Many    | EV                  | 普通重型電動機車 | EA10UA、EA10UB                 | 4.0kW    | 側掛馬達直接驅動，50.4V/15Ah抽取式鋰電池，極速70km/h，前碟後股煞車，前後10吋輪胎。 |
| Nice        | 100 EV              | 輕型電動機車     | SN20PD                         | 2.0kW    | 50V/13Ah抽取式鋰電池（租用，電動翻轉式電池匣，單顆可驅動車輛，可選擇使用1或2顆Ionex抽取式電池），內建核心電池為50V/10.5Ah鋰電池（Ionex電池取出充電時，仍可提供車輛動力），ECO/Power動力模式，極速45km/h，USB充電插座，倒車功能（Reversing）。                                                                                    |
| i-One       | -                   | 普通重型電動機車 | EB15EA、EB15EB                 | 4.2kW    | 側掛馬達直接驅動，50.8V/34.3Ah抽取式鋰電池，極速74km/h，0～50km加速5.6秒，前碟後股煞車，全車LED燈具，前後12吋輪胎，四合一或Keyless，USB充電插座，3/4安全帽置物空間，省力主腳架。 |
| i-One       | Fly                 | 普通重型電動機車 | EB15DA、EB15DB、EB15FA、EB15FB | 4.2kW    | 車重（不含電池）90kg，電池容量 50.82V/34.3Ah/1,743Wh*2顆 ； 續航力 約180km@定速30km/h。儀表最高車速 74km/h。 |
| i-One       | Air                 | 普通輕型電動機車 | EA10DA、EB10BA、EB10BB         | 2.5kW    | 車重（不含電池）81.5kg，電池容量 50.82V/34.3Ah/1,743Wh，續航力 約75km@定速30km/h。儀表最高車速 47km/h。 |
| S6          | -                   | 普通重型電動機車 | EA25EA、EA25AL、EA25AG         | 7.0kW    | 中置馬達鍊條傳動，50.8V/34.3Ah抽取式鋰電池2顆，極速88km/h，0～50km加速3.9秒，前後碟煞車，CBS，全車LED燈具，前後12吋輪胎，四合一，USB充電插座，全罩安全帽置物空間，省力主腳架。 |
| S6          | Rex                 | 普通重型電動機車 | EA25EA、EA25AL、EA25AG         | 7.2kW    | 中置馬達鍊條傳動，50.8V/34.3Ah抽取式鋰電池2顆，極速88km/h，0～50km加速3.9秒，前後碟煞車，CBS，全車LED燈具，前後12吋輪胎，四合一，USB充電插座，全罩安全帽置物空間，省力主腳架。 |
| S6          | Pro                 | 普通重型電動機車 | EA25EA、EA25AL、EA25AG         | 7.2kW    | 中置馬達鍊條傳動，50.8V/34.3Ah抽取式鋰電池2顆，極速88km/h，0～50km加速3.9秒，前後碟煞車，CBS，全車LED燈具，前後12吋輪胎，四合一，USB充電插座，全罩安全帽置物空間，省力主腳架。 |
| S7          | -                   | 普通重型電動機車 | EA25AA、EA25AH、EA25AM         | 7.6kW    | 中置馬達鍊條傳動，50.8V/34.3Ah抽取式鋰電池2顆，極速92km/h，0～50km加速3.7秒，前後碟煞車，CBS或ABS，全車LED燈具，前13後12吋輪胎，Keyless，USB QC3.0充電插座，全罩安全帽置物空間，省力主腳架。 |
| S7          | Rex                 | 普通重型電動機車 | EA25AA、EA25AH、EA25AM         | 7.6kW    | 中置馬達鍊條傳動，50.8V/34.3Ah抽取式鋰電池2顆，極速92km/h，0～50km加速3.7秒，前後碟煞車，CBS或ABS，全車LED燈具，前13後12吋輪胎，Keyless，USB QC3.0充電插座，全罩安全帽置物空間，省力主腳架。 |
| S7          | R                   | 普通重型電動機車 | EA25AB、EA25AC                 | 8.3kW    | 中置馬達鍊條傳動，ETS兩檔自動變速，50.8V/34.3Ah抽取式鋰電池2顆，極速95km/h，0～50km加速3.5秒，前後碟煞車，CBS或ABS，全車LED燈具，前13後12吋輪胎，Keyless，USB QC3.0充電插座，全罩安全帽置物空間，省力主腳架。 |
| S7          | Techno              | 普通重型電動機車 | EA25EC、EA25ED                 | 7.6kW    | 車重（不含電池）100kg，電池容量 50.82V/34.3Ah/1,743Wh*2顆 ； 續航力 約155km@定速30km/h，充電規格 CNS公規高壓充電接頭，充電時間 5hr。最高車速 95km/h。 |
| S7          | R Techno            | 普通重型電動機車 | EA25EF                         | 8.3kW    | 中置馬達鍊條傳動，ETS兩檔自動變速，車重（不含電池）100kg，電池容量 50.82V/34.3Ah/1,743Wh*2顆 ； 續航力 約155km@定速30km/h，充電規格 CNS公規高壓充電接頭，充電時間 5hr。最高車速 98km/h。 |
| Many        | Macaron馬卡龍       | 普通重型電動機車 | EB15GA                         | 4.2kW    | 車重（不含電池）87kg，電池容量 50.82V/34.3Ah/1,743Wh，續航力 約90km@定速30km/h。儀表最高車速 74km/h。 |
| CoolOne酷玩 | 微型換電版          | 微型電動二輪車   | EE10CA                         | 1kW      | 免駕照（同舊制電動自行車），新制需要掛牌（微型電動二輪車）。車重（不含電池）49kg，電池容量 50.82V/34.3Ah/1,743Wh，續航力 約90km@定速25km/h。 |
| CoolOne酷玩 | 微型充電版          | 微型電動二輪車   | EE10CA                         | 1kW      | 免駕照（同舊制電動自行車），新制需要掛牌（微型電動二輪車）。車重（不含電池）50.5kg，電池容量 50.82V/24.5Ah/1,245Wh，續航力 約66km@定速25km/h。充電規格 57.4V 5A ；充電時間 6hr。 |
| CoolOne酷玩 | 小型換電版          | 小型輕型電動機車 | EE10CC                         | 1kW      | 車重（不含電池）53kg，電池容量 50.82V/34.3Ah/1,743Wh，續航力 約83km@定速30km/h。儀表最高車速 40km/h。 |
| CoolOne酷玩 | 輕型換電版          | 輕型電動機車     | EE15AA                         | 2kW      | 車重（不含電池）55kg，電池容量 50.82V/34.3Ah/1,743Wh，續航力 約80km@定速30km/h。儀表最高車速 52km/h。 |
| MiG9        | -                   | 普通重型電動機車 | EA25DA、EA25DB                 | 9.0kW    | 車重（不含電池）109kg，電池容量 50.82V/34.3Ah/1,743Wh*2顆，充電規格 116.2VDC 8A，充電時間 5hr。最高車速 100km/h。 |

## 相關
- 摩托车品牌列表

## 外部連結
- 光陽工業全球（页面存档备份，存于）
- 光陽工業台灣 （页面存档备份，存于）
- 光陽工業日本 （页面存档备份，存于）
- YouTube上的光陽工業頻道
- KYMCO Taiwan的Facebook專頁 （页面存档备份，存于）
- KYMCOTaiwan的instagram帳戶